# Муглан
Муглан (до 1992 року — Ульяновськ; узб. Mugʻlon, Муғлон) — міське селище в Узбекистані, центр Касбинського району Кашкадар'їнської області.
Розташоване за 37 км на захід від Карші.
Населення 7 тис. мешканців (2003). Статус міського селища з 2009 року.